# Ненапружений голосний заднього ряду
Ненапружені голосні заднього ряду (англ. Near-back vowel) — різновид голосних звуків, що вимовляються без напруження, з підняттям вгору задньої частини язика, що трохи виступає вперед.
За Міжнародним фонетичним алфавітом до ненапружених голосних заднього ряду належить один звук:
| огублений ненапружений голосний заднього ряду високо піднесення | [ʊ] |